# Окуми (река)
Окуми или Окум (абх. Уақәым, мегр. ოქუმ [Окум], груз. ოქუმი [Окуми]) — река в Абхазии.
Исток находится в горной местности у границы с краем Самегрело и Земо-Сванетия Грузии. Река протекает по территориям Ткуарчалского и Очамчырского районов Абхазии.
Питание ледниковое и дождевое. На берегах реки находятся крупные сёла: Окум, Ачгуара, Гудава.
Крупные притоки: слева — Эрисцкали (Эрцкар или Большой Эрис-Цкали); справа — Адзуру, Оходжа/Чхуартал.